# Wezep Hattemerbroek Combinatie
WHC (Wezep Hattemerbroek Combinatie) is een Nederlandse amateurvoetbalvereniging uit Wezep-Hattemerbroek in de provincie Gelderland.

## Algemeen
De vereniging werd op 1 oktober 1930 opgericht. De club speelt de thuiswedstrijden op het sportpark Muldersingel, waar het beschikt over zes speelvelden, waarvan één kunstgrasveld en drie trainingsvelden. De overdekte tribune telt 500 zitplaatsen. De clubkleuren zijn blauw-wit.

## Geschiedenis
De club kende in de jaren zestig van de twintigste eeuw een tijd waarin WHC vijfmaal kampioen werd van de tweede klasse. Viermaal werd WHC tweede van Nederland om de kampioensschaal zaterdagamateurs. In 1997 promoveerde WHC uit de eerste klasse naar de hoofdklasse, destijds de hoogste amateurklasse. Sinds het jaar 2000 heeft de Wezeper club vier keer meegedaan aan de KNVB beker en werd in 2006 de oostelijke districtsbeker gewonnen. Ook werden er verschillende periodetitels gewonnen (2003/04, 2004/05 en 2006/07). Tweemaal werd de derde plaats bereikt. In het seizoen 2010/11 speelde het niet meer op het hoogste amateurniveau. WHC miste promotie naar de nieuw gevormde Topklasse.

## Standaardelftal
Het standaardelftal speelt in de Vierde divisie.
Bijzondere wedstrijden
Er worden regelmatig vriendschappelijke wedstrijden gespeeld tegen (buitenlandse)profclubs. Onder andere AFC Ajax, FC Barcelona, RCD Espanyol, Feyenoord, Glasgow Rangers en AS Monaco waren tegenstanders. De wedstrijd tegen FC Barcelona werd gespeeld op 29 juli 2000 en met 0-14 verloren.
Tijdens de KNVB beker 2009/10 lootte WHC in de 1/8 finale Ajax als tegenstander. De wedstrijd werd gespeeld in het IJsseldeltastadion in Zwolle. WHC verloor met 1-14.

### Erelijst
winnaar Districtsbeker Oost: 2006
kampioen Eerste klasse: 1997, 2024
kampioen Tweede klasse: 1964, 1966, 1967, 1968, 1970, 1988

### Competitieresultaten 1947–heden
| 3 |

| 5 |

| 3 4A |

| 1 4A |

| 7 |

| 7 |

| 7 |

| 4 |

| 6 |

| 7 |

| 7 |

| 3 3A |

| 3 3A |

| 2 3A |

| 4 |

| 5 |

| 3 2B |

| 1 2C |

| 2 2C |

| 1 2C |

| 1 2D |

| 1 2D |

| 5 2D |

| 1 2D |

| 4 1B |

| 2 1A |

| 10 1B |

| 9 1B |

| 7 1B |

| 5 1A |

| 5 1B |

| 8 1B |

| 7 1A |

| 12 1A |

| 9 1B |

| 13 1A |

| 4 2D |

| 4 2D |

| 4 2D |

| 5 2D |

| 2 2E |

| 1 2E |

| 7 1C |

| 6 1C |

| 5 1C |

| 12 1C |

| 3 1C |

| 10 1C |

| 10 1B |

| 13 1C |

| 1 1D |

| 8 C |

| 12 C |

| 3 C |

| 10 C |

| 8 C |

| 8 C |

| 3 C |

| 3 C |

| 7 C |

| 5 C |

| 6 C |

| 5 C |

| 7 C |

| 2 C |

| 2 C |

| 10 C |

| 11 C |

| 13 C |

| 10 1D |

| 3 1D |

| 3 1D |

| 15 B |

| -- 1D |

| -- 1E |

| 2 1E |

| 4 1E |

| 1 1H |

| 14 D |

2012: de beslissingswedstrijd op 16 mei om het kampioenschap in de Hoofdklasse C werd bij HHC Hardenberg met 1-2 (na verlenging) verloren van DETO.
| Vierde divisie (voorheen Hoofdklasse) | Eerste klasse | Tweede klasse | Derde klasse | Vierde klasse |

In elke staaf van de grafiek staat van boven naar beneden vermeld: 
- Eindnotering

Dit is de positie die de club heeft bereikt in de competitie, zonder eventuele beslissings-, play-off- of nacompetitiewedstrijden die nodig zijn geweest om bijvoorbeeld de kampioen van de competitie te bepalen.
Indien een * achter het getal staat is de notering een tussenstand en kan het zijn dat de notering niet overeenkomt met de uiteindelijke eindstand van de competitie.
Staat er een - dan is het seizoen nog bezig en is er geen definitieve uitslag bekend.
Staat er xx op de positie van de notering, dan heeft de club vroegtijdig de competitie verlaten. Dit kan onder andere komen door terugtrekking van het team, faillissement van de club of door een uitgedeelde straf van de KNVB. In veel gevallen staat elders in het artikel de reden vermeld.
Staat er een ? dan is het resultaat uit het verleden onbekend, en is alleen de competitie of het niveau bekend van dat seizoen.
In de seizoenen 2019/20 en 2020/21 werd wegens de coronacrisis het amateurvoetbal afgebroken. Daardoor kennen deze staven geen eindklassering (middels -- weergegeven).
- Competitieniveau en afdelingsletter of Officiële eindstand Eredivisie
  - Competitieniveau en afdelingsletter

Hierbij geeft het getal het niveau weer, dat ook terug te vinden is in de legenda. De letter is de afdelingsaanduiding en wordt gebruikt wanneer er meer afdelingen zijn op hetzelfde niveau. De afdelingsletter is altijd een hoofdletter en wordt meestal zonder nummer gebruikt.
Voorbeeld: 2F is niveau 2e klasse competitie F.
Het competitieniveau en nummer wordt niet vermeld wanneer er slechts één competitie van dit niveau was.
  - Officiële eindstand Eredivisie (getal staat tussen haakjes vermeld)

Sinds de introductie van play-offwedstrijden voor Europees voetbal na afloop van de reguliere competitie in 2005/06, is de KNVB verplicht een eindstand van de Eredivisie door te geven aan de UEFA aan de hand van deze play-offwedstrijden.
Bij deze eindstand staan clubs die zich hebben gekwalificeerd voor Europees voetbal hoger dan clubs die zich niet wisten te kwalificeren. Indien er geen verschil was tussen de eindnotering en de officiële eindstand, staat dit getal niet vermeld.

- Onderafdeling

Hier staat afgekort de naam van de onderafdeling indien de club in dat jaar in een onderafdeling uitkwam. Tevens staat deze afkorting in de legenda en wordt gelinkt naar het artikel over deze onderafdeling. Deze afkorting wordt alleen vermeld wanneer de club in het verleden in verschillende onderafdelingen heeft gespeeld. Deze vermelding is in de staaf altijd in kleine letters. Deze onderafdelingen zijn na het seizoen 1995/96 afgeschaft. Heeft de club in slechts één onderafdeling gespeeld, dan is dit alleen terug te vinden in de legenda.
Onder de staaf staat het jaartal vermeld waarin het seizoen is afgesloten. 15 verwijst naar het seizoen 2014/15 of eventueel het seizoen 1914/15.
Wanneer een staaf leeg is, zijn deze gegevens niet bekend. Het kan ook zijn dat de club dat seizoen niet heeft meegespeeld op het hogere amateurniveau, vroegtijdig de competitie heeft verlaten of uit de competitie is gezet.

In het seizoen 1944/45 was er wegens de Tweede Wereldoorlog geen regulier competitievoetbal.

### WHC in de KNVB Beker
Dit schema laat de resultaten zien van WHC tegen profclubs in de KNVB Beker.
| Seizoen | Ronde     | Wedstrijd          | Uitslag  |
| ------- | --------- | ------------------ | -------- |
| 1989/90 | 1e ronde  | WHC - BV Veendam   | 1-4      |
| 2000/01 | Groep 12  | WHC - FC Zwolle    | 0-9      |
| 2003/04 | 1e ronde  | WHC - FC Groningen | 0-1 R    |
| 2004/05 | 2e ronde  | BV Emmen - WHC     | 5-1      |
| 2005/06 | 1e ronde  | WHC - FC Emmen     | 3-4 n.v. |
| 2007/08 | 2e ronde  | WHC - FC Dordrecht | 0-2      |
| 2009/10 | 8e finale | WHC - AFC Ajax     | 1-14     |

## Bekende (oud-)spelers en trainers

### Spelers
- Henk Baum
- Bas Bloemen
- Luuk te Boekhorst
- Josja Bolks
- Sonny Bosz
- Pascal Frederiks
- Jan Hoogendoorn
- Dave Huymans
- Tjeerd Korf
- Dominggus Lim-Duan
- Denis Mahmudov
- Melchior Schoenmakers
- John Stegeman
- Remon de Vries
- Dennis van der Wal
- Jochem de Weerdt

### Trainers
- Jan van Asten
- Theo ten Caat
- Jan Everse
- Jan Schulting

SV Noord Veluwe Boys · OWIOS · VSCO '61 · WHC